# LADY (甲斐バンドの曲)
「LADY（レディー）」は1978年8月2日に発売された甲斐バンドの10枚目のシングル。

## 概要
オリコン最高位94位。
『誘惑』の先行シングル。タイトル曲は、アルバム収録のものに比べて若干短く編集されたシングル・エディット・バージョン。

## 収録曲
- 全作詞・作曲：甲斐よしひろ、弦編曲：乾裕樹

1. LADY （Single Version）
2. 悲しき愛奴（サーファー）